# Филдс, Ким
Ким Викто́рия Филдс (англ. Kim Victoria Fields; род. 12 мая 1969, Нью-Йорк, США) — американская актриса.

## Биография
Ким Виктория Филдс родилась 12 мая 1969 года в Нью-Йорке (США) в семье Чипа Филдса. Есть две сёстры-актрисы — Джер и Алексис. Живёт в Лос-Анджелесе.

## Карьера
С 1977 года Ким снимается в кино. В настоящее время она сыграла в 44-х фильмах и телесериалах. Также сняла пятнадцать фильмов, выступила сценаристом и продюсером нескольких фильмов.

## Личная жизнь
В 1995—2001 года Ким была замужем за Джонатаном Франклином Фриманом.
С 23 июля 2007 года Ким замужем во второй раз за актёром Кристофером Морганом (род. 1976). У супругов есть два сына — Себастьян Александр Морган (род. 04.05.2007) и Куинси Ксавьер Морган (род. 03.12.2013). Между рождением своих сыновей перенесла два выкидыша.